# Israeli acute paralysis virus
Das Israeli acute paralysis virus abgekürzt IAPV (zu Deutsch etwa Israelisches Akute-Bienenparalyse-Virus, Spezies Aparavirus israelense) ist eine in Kombination mit der Varroamilbe auftretende Virose der Honigbiene und gilt als ein möglicher Auslöser des im Winterhalbjahr 2006–2007 in den USA massiv auftretenden Bienenvölkersterbens, das als Colony Collapse Disorder (CCD) bezeichnet wird.
Derzeit stammen die meisten Informationen von der Colony Collapse Disorder Working Group, die im Wesentlichen an der Pennsylvania State University arbeitet. Ihr Vorab-Bericht zeigte einige Muster auf, gelangte aber nicht zu eindeutigen Schlussfolgerungen. Jüngere Forschungen vor allem unter Ian Lipkin vom Center for Infection and Immunology an der Mailman School of Public Health, Diana Cox-Foster von der Pennsylvania State University, Jay Daniel Evans vom Bienenforschungslabor des US-Landwirtschaftsministeriums und Nancy A. Moran von der University of Arizona weisen einen statistischen Zusammenhang zwischen dem Auftreten des Israel Acute Paralysis Virus (IAPV) und dem Bienensterben auf.
Das Virus wurde im Jahre 2004 in Israel entdeckt und vermutlich über den Import von Bienen aus Australien in die USA eingeschleppt. In Australien verursachte dieses Virus keine nennenswerte Völkerverluste, da australische Bienenbestände noch nicht durch die Varroamilbe geschwächt sind.